# Corynorhinus rafinesquii
Corynorhinus rafinesquii е вид бозайник от семейство Гладконоси прилепи (Vespertilionidae).

## Разпространение
Видът е разпространен в САЩ.